# Galle Face Green
Galle Face Green – park miejski w Sri Lance w mieście Kolombo. Znajduje się nad oceanem i obejmuje 5 ha. Rozciąga się na 500 metrów wzdłuż wybrzeża.
Promenada została początkowo ułożona w 1859 roku przez gubernatora Sir Henry'ego George'a Warda, chociaż pierwotnie park rozciągał się na znacznie większym obszarze niż obecnie. Początkowo był wykorzystywany do wyścigów konnych i jako pole golfowe, a także do krykieta, polo, piłki nożnej, tenisa i rugby.

## Historia
Galle Face Green pierwotnie rozciągał się na znacznie większym obszarze niż istnieje obecnie. Początkowo został wytyczony przez Holendrów, jako środek umożliwiający ich armatom strategiczną linię ognia przeciwko Portugalczykom.